# Phoenix Aviation
Phoenix Aviation – kirgiska linia lotnicza cargo z siedzibą w Szardży. Linia lotnicza ta znajduje się na czarnej liście linii lotniczych Unii Europejskiej. 